# Agenio Urbico

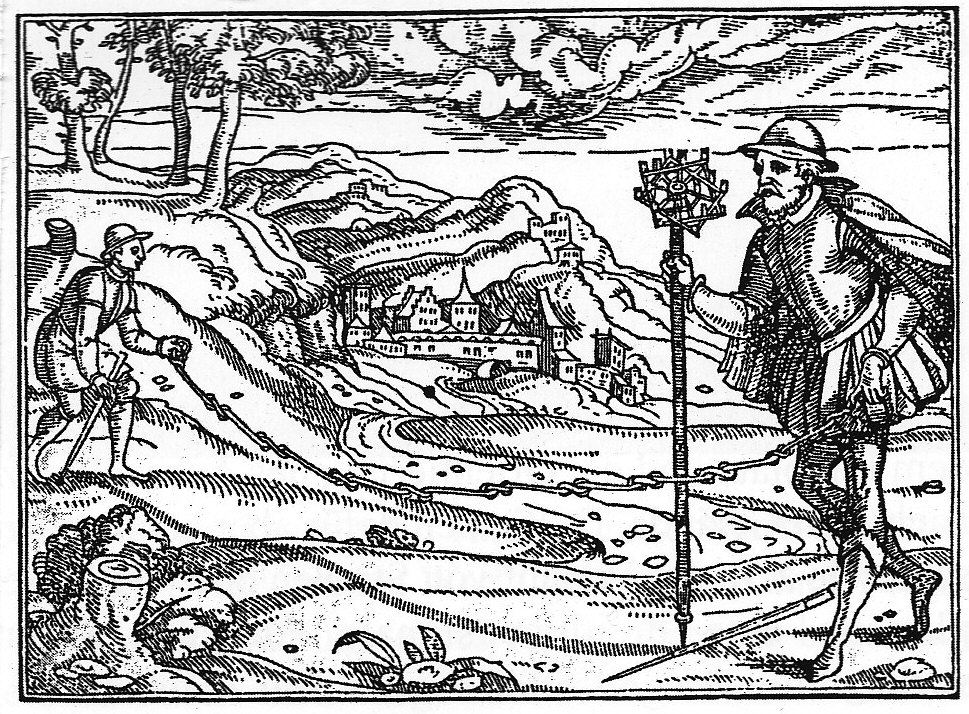
Agrimensore con groma, incisione di Carolus Stephanus e Johannes Liebhaltus, Straßburg 1579.

Agenio Urbico (in latino: Agenius o Agennius o Aggenus Urbĭcus; IV secolo) è stato uno scrittore e gromatico romano.

## Biografia
Probabilmente visse tra la fine del IV e gli inizi del V secolo.

## Opera
L'opera di Urbico è il De controversiis (Le controversie agrarie). Nella prima parte dell'opera, Urbico espone le tecniche per i rilievi topografici in ambito agricolo; segue un'esposizione della struttura delle terre emerse, suddivise dall'Oceano in quattro parti, secondo l'approccio stoico. Segue la parte centrale dell'opera, la presentazione delle 15 differenti tipologie di dispute agricole, con le conoscenze del diritto romano e delle tecniche di agrimensura necessarie a risolverle, come quelle per riconoscere i limiti fra le proprietà. Secondo alcuni studiosi, questo testo sarebbe basato sull'opera di Sesto Giulio Frontino, mentre altri rimandano a una altrimenti sconosciuta opera del I secolo.
Alla stessa tradizione dei manoscritti che contengono il De controversiis appartiene anche un commento al manuale di Frontino, che però su base stilistica deve essere attribuito alla seconda metà del V secolo o alla prima metà del VI secolo.